# Moscheea Imam Hasan
Moscheea Imam Hasan este o moschee din orașul Mașhad, Iran. Este cea mai veche moschee din oraș și una din primele moschei construite în Iran.

## Galerie de imagini
- http://gm-masjed.ir/ Arhivat în 4 august 2016, la Wayback Machine.
- http://mqemamhasanmojtaba.com Arhivat în 6 iunie 2017, la Wayback Machine.